# 피아트 아르고

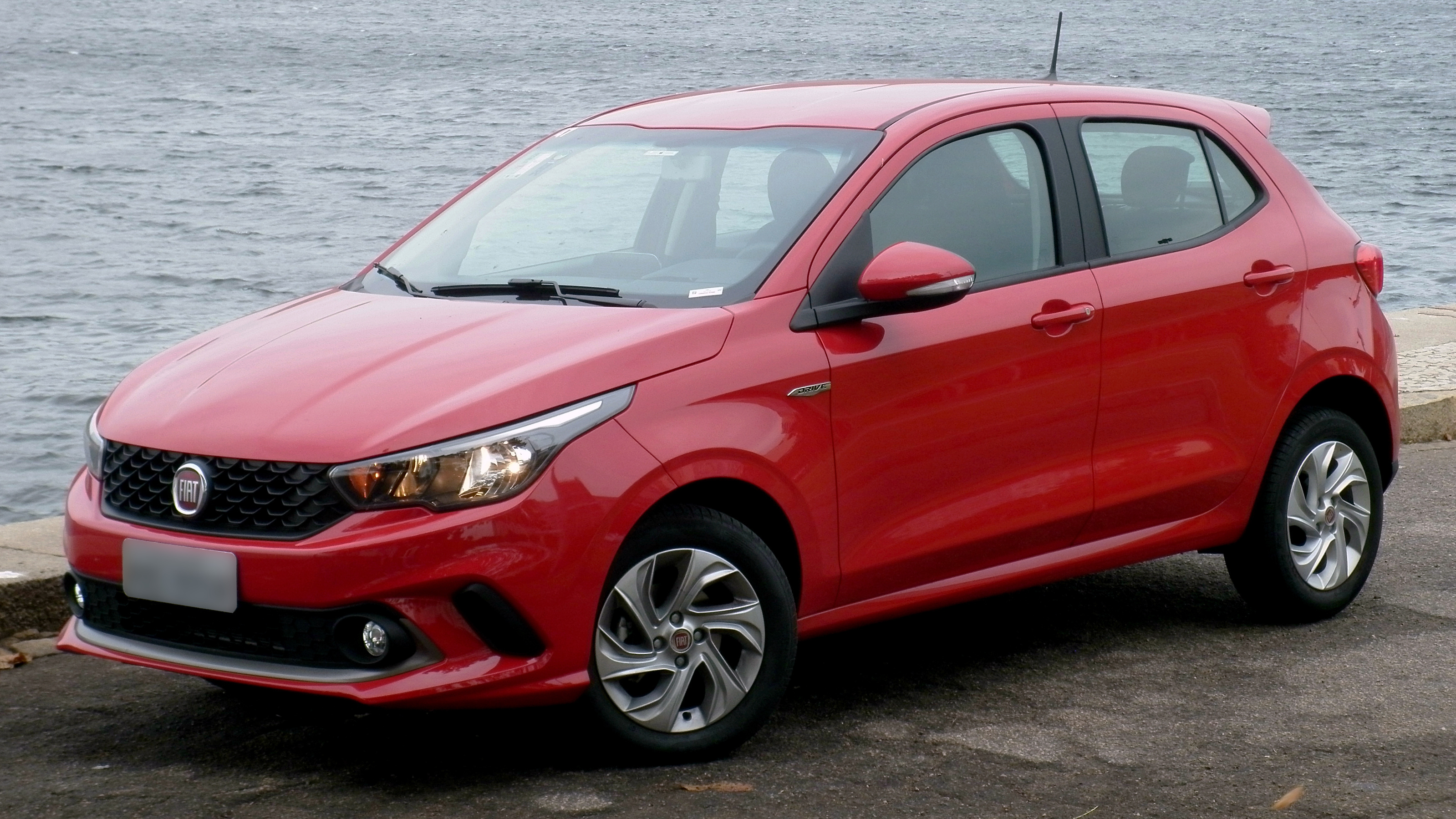
부분변경 전 아르고

피아트 아르고(Fiat Argo)는 피아트의 남미 전략 소형차이다. 2017년 브라질에서 처음으로 출시되었다. 세단형은 2018년 피아트 크로노스라는 명칭으로 시판 중에 있다.

## 판매량
| 년도 | 브라질 | 아르헨티나 |
| ---- | ------ | ---------- |
| 2017 | 27,925 | 1,636      |
| 2018 | 63,017 | 21,378     |
| 2019 | 79,001 | 8,865      |
| 2020 | 65,937 | 4,688      |
| 2021 | 84,656 | 1,248      |
| 2022 | 64,022 | 1,517      |
| 2023 | 66,720 |            |
| 2024 | 91,133 |            |